# Žihárec
Žihárec és un poble i municipi d'Eslovàquia que es troba a la regió de Nitra, al sud-oest del país. El 2022 tenia una població estimada de 1.809 habitants.

## Demografia
| Godina             | 1994 | 2004   | 2014   | 2024    |
| ------------------ | ---- | ------ | ------ | ------- |
| Nombre de persones | 1621 | 1614   | 1634   | 1857    |
| Diferència         |      | −0,43% | +1,23% | +13,64% |

| Godina             | 2023 | 2024   |
| ------------------ | ---- | ------ |
| Nombre de persones | 1842 | 1857   |
| Diferència         |      | +0,81% |